# Pipeta de Pasteur

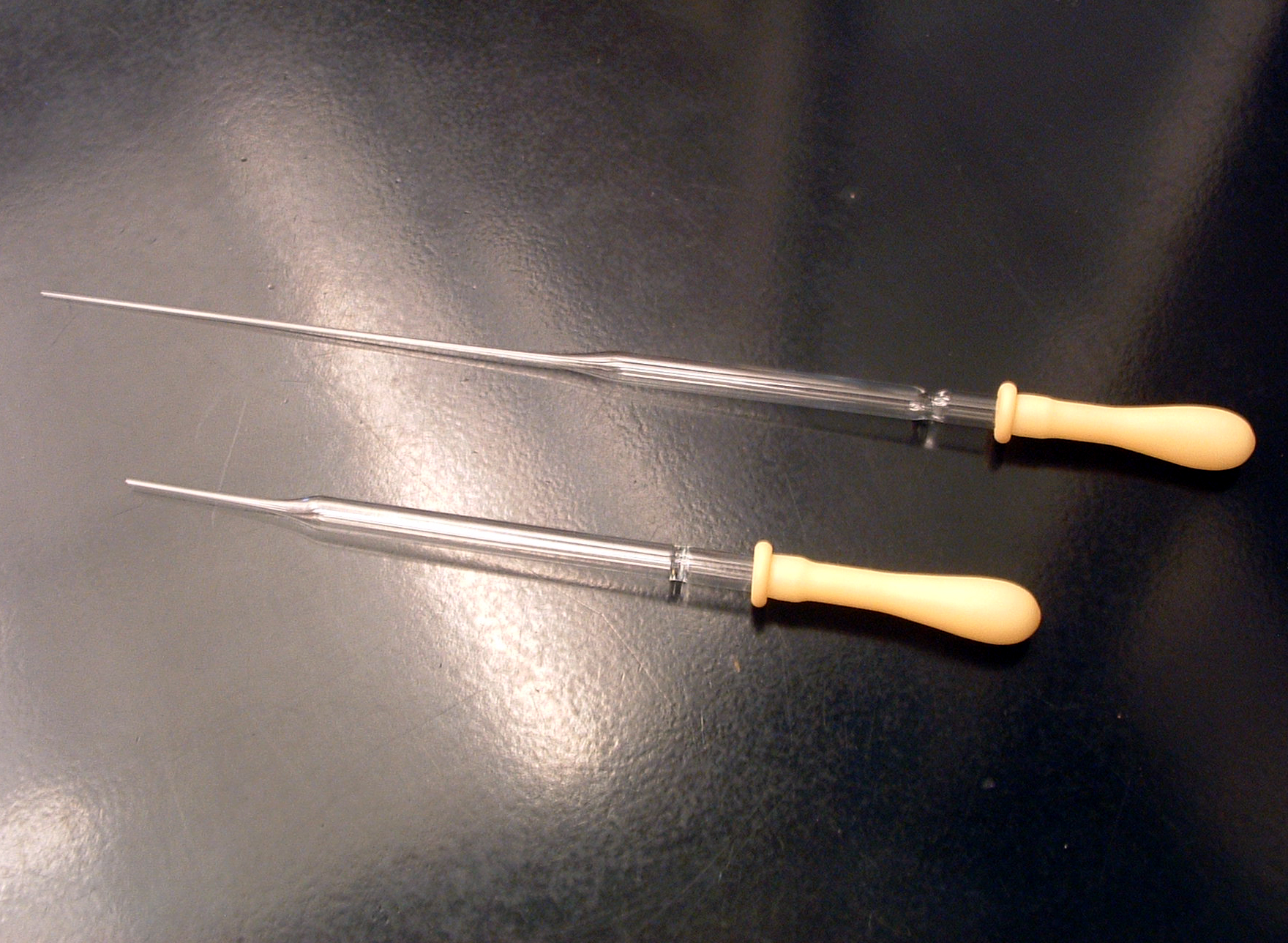
Pipetas de Pasteur de vidro, com tetinas.

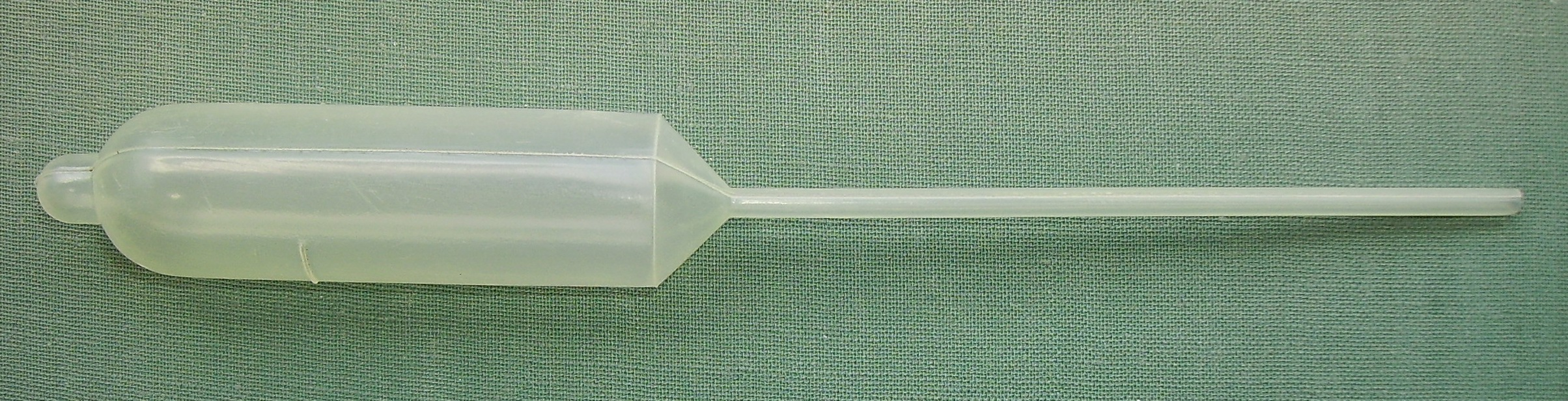
Pipeta de Pasteur em plástico.

A pipeta de Pasteur é um utensílio semelhante a um conta-gotas, geralmente formado por um tubo de vidro de ponta afilada. Serve para efetuar a transferência de pequenas porções de líquidos. Criada pelo químico francês Louis Pasteur, recebe este nome em sua homenagem.
Ao contrário das outras pipetas, esta pipeta não apresenta um volume determinado. Possui apenas a abertura inferior para entrada de líquido. Em sua ponta superior, possui um "balão" que, quando pressionado expele o ar. A ponta inferior é mergulhada no líquido a transferir e em seguida soltando o balão, o líquido é sugado para a pipeta.
As pipetas de Pasteur são utilizadas em casos onde não é necessária grande precisão do volume transferido.